# Nevada a Catalunya del 2010

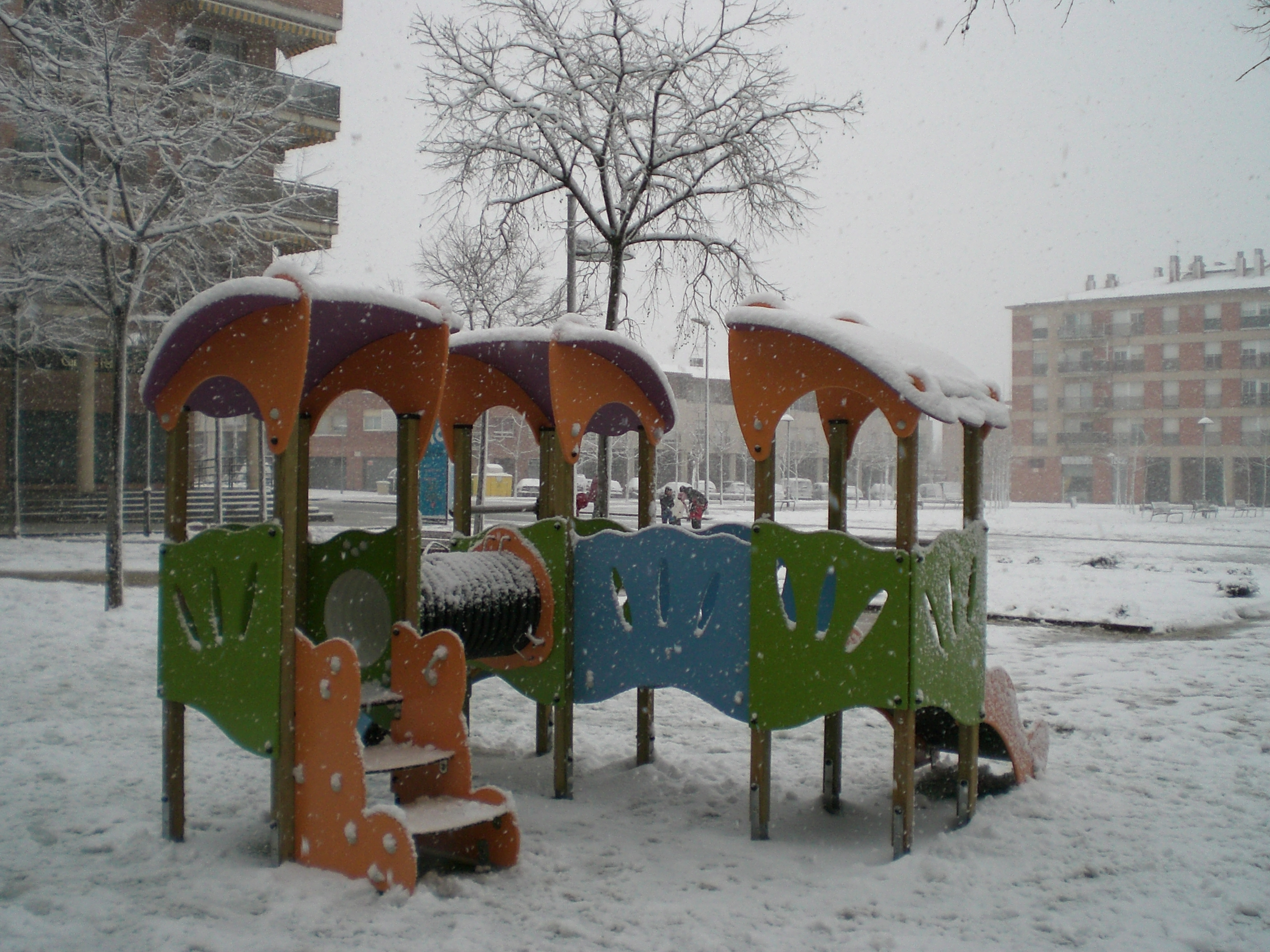
La nevada del 8 de març del 2010 a un parc infantil de Castellar del Vallès

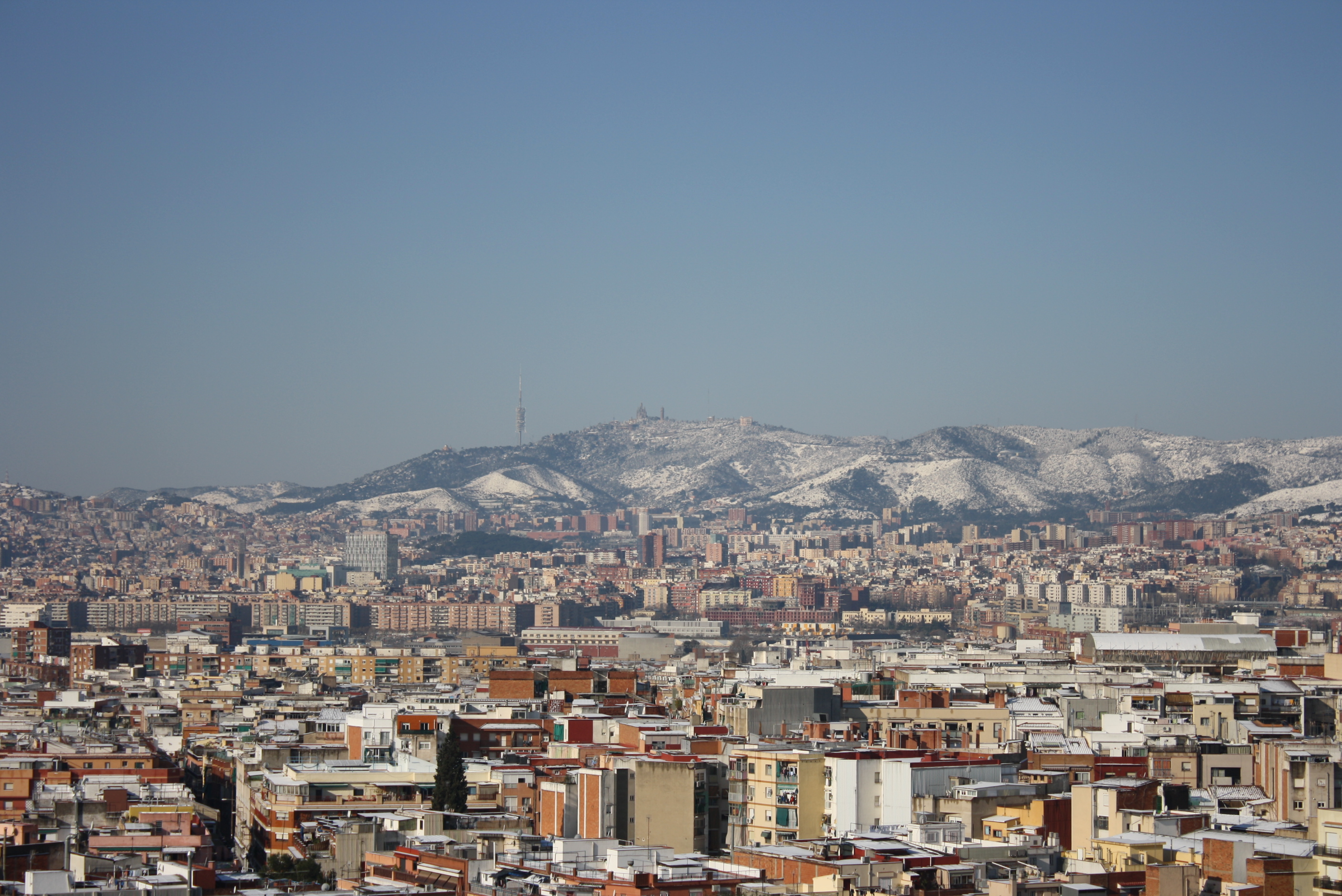
Barcelona el 9 de març de 2010 vista des de Badalona

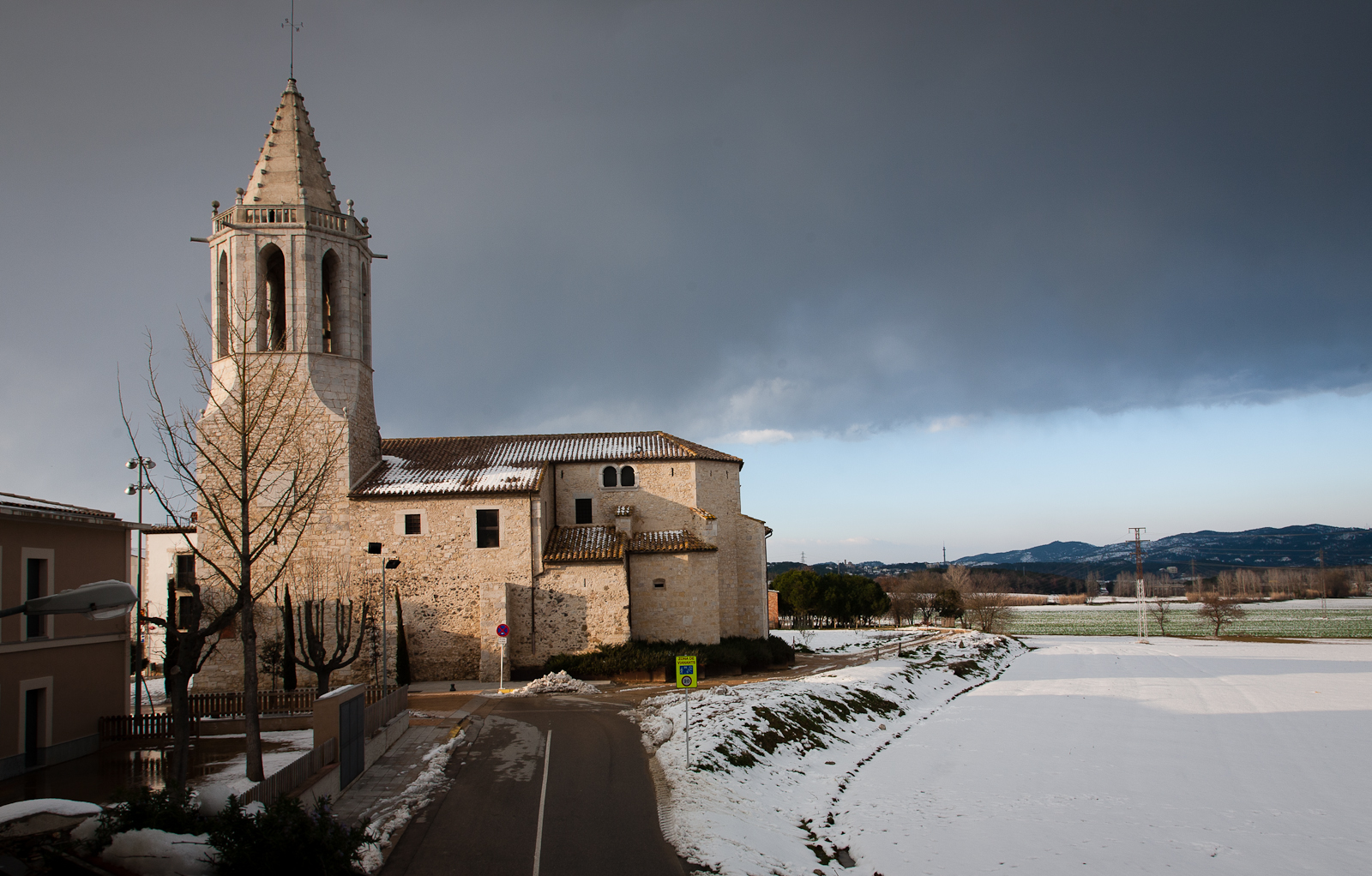
Fornells de la Selva (Girona) el dia 9 de març al matí

La nevada a Catalunya del 7 i 8 de març del 2010 va afectar principalment les comarques de la província de Girona, l'interior de la província de Barcelona, la de Lleida i el nord de la de Tarragona. L'extrem occidental de ponent i el sud de Catalunya no se'n van veure pràcticament afectats.
Havia estat prevista pels serveis meteorològics Servei meteorològic de Catalunya, Agència Estatal de Meteorologia (AEMET) i altres, tot i això va causar greus problemes de trànsit automobilístic, de ferrocarril i aeri i talls persistents del corrent elèctric especialment per caiguda de torres de conducció elèctrica deguda a l'acumulació de gel. A Barcelona, on no es veia nevar amb intensitat des de l'any 1986, la neu va prendre i durant la tarda a l'àrea metropolitana de Barcelona es va suspendre el pas de totes les línies d'autobusos, tramvia i Ferrocarrils de la Generalitat; el metro va funcionar excepcionalment les 24 hores. Les conseqüències polítiques van ser responsabilitzar al govern de la Generalitat d'improvisació davant les dificultats.

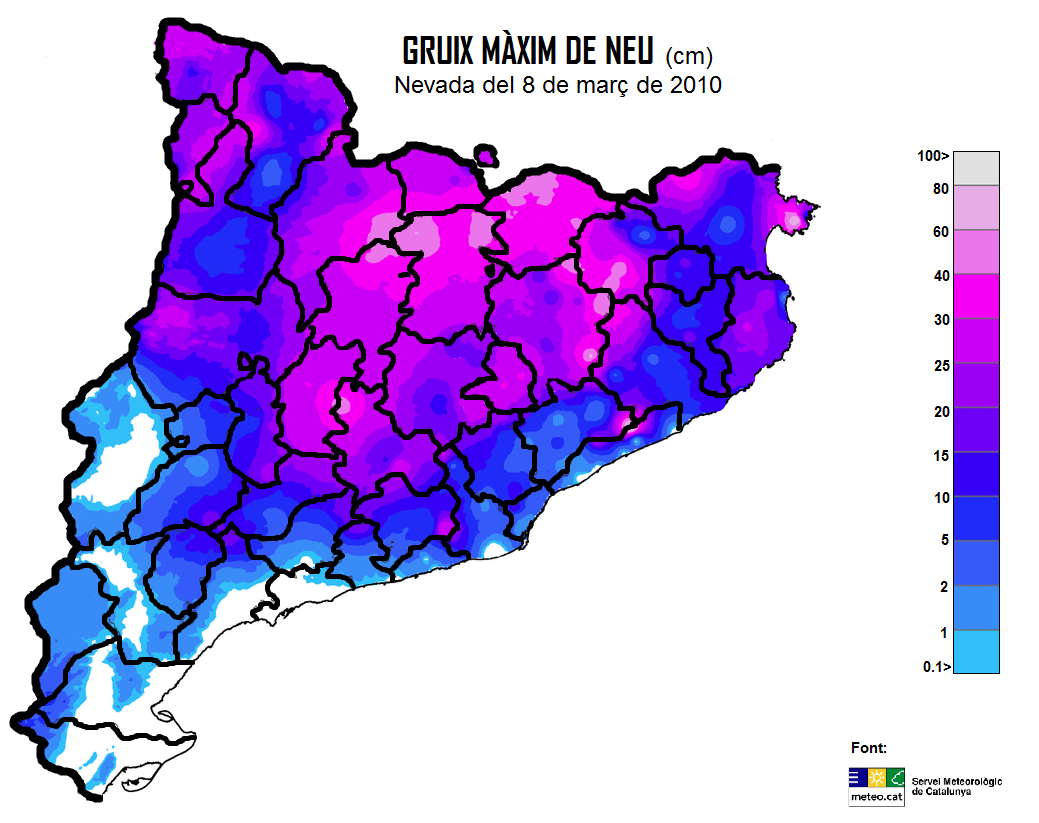
Els gruixos de la nevada (en cm) a tot Catalunya.

Com a circumstàncies excepcionals s'ha de dir que es va produir a finals d'hivern i que va ser de gran intensitat, concretament una tempesta de neu amb llamps i trons.
L'escriptor anglès Tom Sharpe, establert llavors a Llafranc, va trucar l'endemà a la redacció de La Vanguardia per relatar la seva situació viscuda arran de la nevada i el consegüent tall persistent del corrent elèctric a la Costa Brava: «No recordo res semblant, ni tan sols durant la Segona Guerra Mundial a Anglaterra».

## Situació meteorològica
Un anticicló centrat entre Regne Unit i Alemanya permetia el pas d'una borrasca amb aire relativament càlid i humit que es va trobar amb aire fred produint una precipitació que va ser de neu a totes les cotes sobre Catalunya.

## Vegeu també

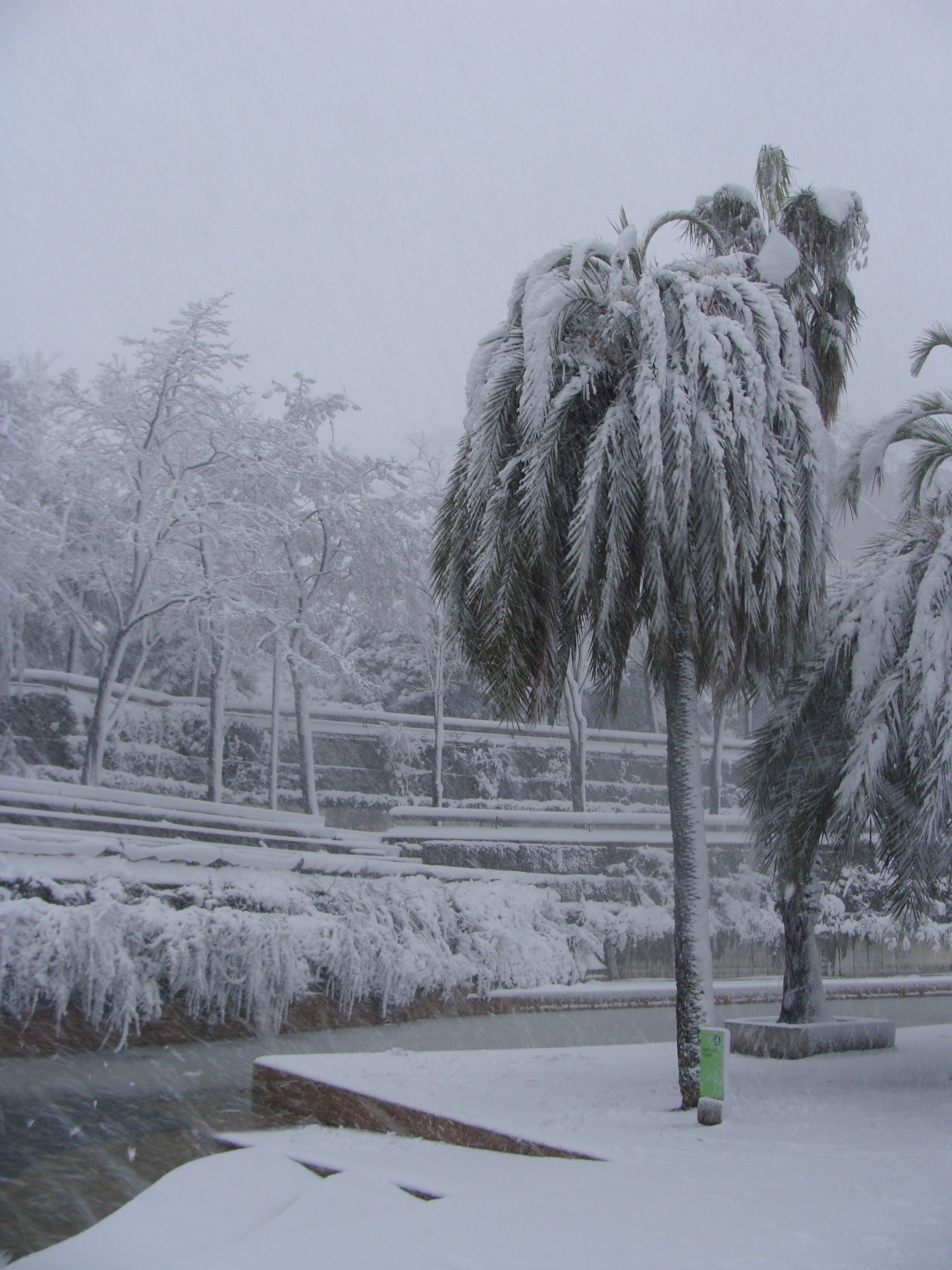
La nevada al Parc de la Creueta del Coll a Barcelona

## Gruixos[calcitació]
| Municipi                       | Comarca           | Neu (cm) |
| ------------------------------ | ----------------- | -------- |
| Espinavell                     | Ripollès          | 75       |
| Viladrau                       | Osona             | 70       |
| Granera                        | Moianès           | 70       |
| Sant Hilari Sacalm             | La Selva          | 65       |
| Espinelves                     | Osona             | 63       |
| Sant Feliu de Pallerols        | Garrotxa          | 60       |
| Vidrà                          | Osona             | 60       |
| Prullans                       | Cerdanya          | 60       |
| Rupit                          | Osona             | 60       |
| Santa Pau                      | Garrotxa          | 60       |
| La Pobla de Lillet             | Berguedà          | 57       |
| Pujalt                         | Anoia             | 55       |
| Muntanyola                     | Osona             | 55       |
| Olot                           | Garrotxa          | 54       |
| Collsuspina                    | Moianès           | 52       |
| Sant Pau de Segúries           | Ripollès          | 52       |
| La Vajol                       | Alt Empordà       | 50       |
| Vacarisses                     | Vallès Occidental | 50       |
| La Llacuna                     | Anoia             | 45       |
| Bagà                           | Berguedà          | 45       |
| La Molsosa                     | Solsonès          | 45       |
| Verges                         | Baix Empordà      | 45       |
| Cardona                        | Bages             | 40       |
| Taradell                       | Osona             | 40       |
| Maçanet de la Selva            | Selva             | 40       |
| Olesa de Bonesvalls            | Alt Penedès       | 40       |
| La Bisbal d'Empordà            | Baix Empordà      | 40       |
| Moià                           | Moianès           | 40       |
| Guissona                       | Segarra           | 40       |
| Berga                          | Berguedà          | 39       |
| Cervera                        | Segarra           | 39       |
| Balenyà                        | Osona             | 38       |
| Malla                          | Osona             | 38       |
| Corbera de Llobregat           | Baix Llobregat    | 35       |
| Lluçanès                       | Osona             | 33       |
| Pinós                          | Solsonès          | 32       |
| Igualada                       | Anoia             | 30       |
| Solsona                        | Solsonès          | 30       |
| Collbató                       | Baix Llobregat    | 30       |
| Vilablareix                    | Gironès           | 30       |
| Vic                            | Osona             | 30       |
| Santa Coloma de Queralt        | Conca de Barberà  | 28       |
| Querol                         | Alt Camp          | 28       |
| Gurb                           | Osona             | 28       |
| Seva                           | Osona             | 27       |
| Tàrrega                        | Urgell            | 26       |
| Oristà                         | Osona             | 26       |
| Girona                         | Gironès           | 24       |
| Calonge                        | Baix Empordà      | 23       |
| Barcelona (Obs. Fabra)         | Barcelonès        | 20       |
| Manresa                        | Bages             | 20       |
| Torelló                        | Osona             | 20       |
| La Seu d'Urgell                | Alt Urgell        | 20       |
| Puigcerdà                      | Cerdanya          | 18       |
| Cadaqués                       | Alt Empordà       | 15       |
| Terrassa                       | Vallès Occidental | 15       |
| Balaguer                       | Noguera           | 15       |
| Tremp                          | Pallars Jussà     | 13       |
| Roda de Ter                    | Osona             | 11       |
| Martorelles                    | Vallès Oriental   | 10       |
| Badalona                       | Barcelonès        | 10       |
| Vilafranca del Penedès         | Alt Penedès       | 10       |
| Les Masies de Voltregà         | Osona             | 10       |
| Santa Coloma de Farners        | Selva             | 8        |
| Montblanc                      | Conca de Barberà  | 8        |
| Sabadell                       | Vallès Occidental | 8        |
| Figueres                       | Alt Empordà       | 8        |
| Sant Feliu de Llobregat        | Baix Llobregat    | 6        |
| Barcelona (Pl. Francesc Macià) | Barcelonès        | 5        |
| El Masnou                      | Maresme           | 4        |
| Les Borges Blanques            | Garrigues         | 3        |